# Merfyn ap Rhodri
Merfyn ap Rhodri (mort c. 900) va ser un príncep de la Casa d'Aberffraw del Regne de Gwynedd de finals del segle IX. De vegades se li atribueix el govern de Powys després de la mort del seu pare Rhodri el Gran l'any 878 dC. En els escrits on s'acredita com a rei, es diu que va perdre el seu regne a causa d'una invasió del seu germà Cadell, rei de Ceredigion. La mort de Merfyn pot estar relacionada amb la incursió a Anglesey del víking Ingimundr a la primera dècada del segle X.
L'ofegament del seu fill Haearnddur, o "Haardur", s'explica tant a la Crònica dels prínceps com als Annals de Gal·les. El primer el situa l'any 953; La reconstrucció de Phillimore de la datació d'aquest últim la situaria l'any 956.